# Wieszak do ubrań

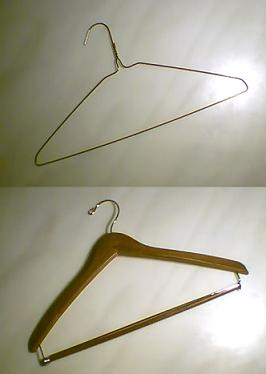
Wieszak wykonany z drutu (góra) oraz wieszak drewniany (dół)

Wieszak do ubrań – przedmiot powszechnego użytku o kształcie odwzorowującym ludzkie ramiona. Zaprojektowany by ułatwić wieszanie, np.: kurtek, marynarek, swetrów, koszulek, bluz w sposób, który zapobiega gnieceniu się ubrań. Dolna część wieszaka umożliwia wieszanie spodni.